# Banks (Alabama)
|  | Dieser Artikel wurde aufgrund von inhaltlichen Mängeln auf der Qualitätssicherungsseite des Projektes USA eingetragen. Hilf mit, die Qualität dieses Artikels auf ein akzeptables Niveau zu bringen, und beteilige dich an der Diskussion! Eine nähere Beschreibung der zu behebenden Mängel fehlt. |

Banks ist eine Town im Pike County im US-amerikanischen Bundesstaat Alabama. Die Gesamtfläche des Ortes beträgt 5,2 km². Das U.S. Census Bureau ermittelte bei der Volkszählung 2020 eine Einwohnerzahl von 156.

## Geographie
Banks liegt im Südosten Alabamas im Süden der Vereinigten Staaten.
Nahegelegene Orte sind unter anderem Troy (5 km westlich), Brundidge (6 km südlich), Clio (20 km südöstlich) und Louisville (23 km östlich). Die nächste größere Stadt ist mit 205.000 Einwohnern die etwa 60 Kilometer nordwestlich entfernt gelegene Hauptstadt Alabamas, Montgomery.

## Verkehr
Banks wird vom Westen in den Osten auf gleicher Trasse durchzogen vom U.S. Highway 29 und von der Alabama State Route 15. Außerdem befindet sich hier das nördliche Ende der Alabama State Route 93, die im Süden einen Anschluss zum U.S. Highway 231 herstellt.
Etwa 14 Kilometer nordwestlich der Stadt befindet sich der Troy Municipal Airport, 7 Kilometer südlich außerdem der Brundidge Municipal Airport.

## Demographie
Nach der Volkszählung 2000 hatte Banks 224 Einwohner, die sich auf 92 Haushalte und 62 Familien verteilten. Die Bevölkerungsdichte betrug 43 Einwohner/km². 84,82 % der Bevölkerung waren weiß, 10,27 % afroamerikanisch. In 29,3 % der Haushalte lebten Kinder unter 18 Jahren. Das Durchschnittseinkommen betrug 21.719 Dollar, 10 % der Bevölkerung lebten unter der Armutsgrenze.
Bis zur Volkszählung 2010 sank die Einwohnerzahl auf 179.